# Пихлер, Иоганн Петер

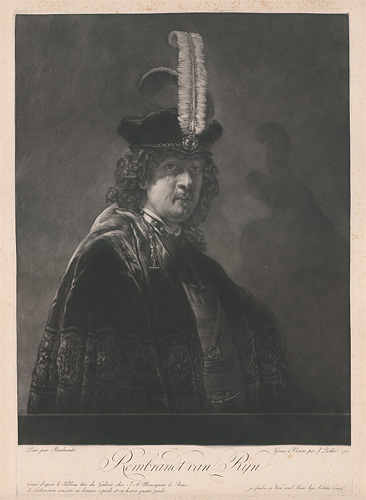
Гравюра И.Пихлера «Автопортрет Рембрандта»

Иоганн Петер Пихлер (настоящее имя — Иоганн Баптист Пихлер), (нем. Johann Peter Pichler; 13 мая 1765, Больцано — 18 марта 1807, Вена) — австрийский художник, гравер и портретист. Мастер гравировки в технике меццо-тинто.
Обучался в венской академии изобразительных искусств. Продолжил изучение искусства медной гравюры в Академии графики под руководством Якоба Маттиаса Шмутцера.
Позже был профессором венской Академии графики, где преподавал ученикам мастерство техники меццо-тинто. Среди его учеников — Кристиан Вермут.

## Избранные работы
- Портрет принца Виктора Анхальт-Бернбургского,
- Автопортрет Рембрандта,
- Андромеда и Персей (Автор оригинала: Джузеппе д’Арпино),
- Венера (Автор оригинала: Тициан),
- Омфал (Автор оригинала: Доменикино),
- Двойной портрет Альберта и Николауса Рубенсов (Автор оригинала: Рубенс)
- Плач (Автор оригинала: Рубенс)
- Амур (Автор оригинала:Корреджо)
- Надгробие императора Леопольда II  и др.

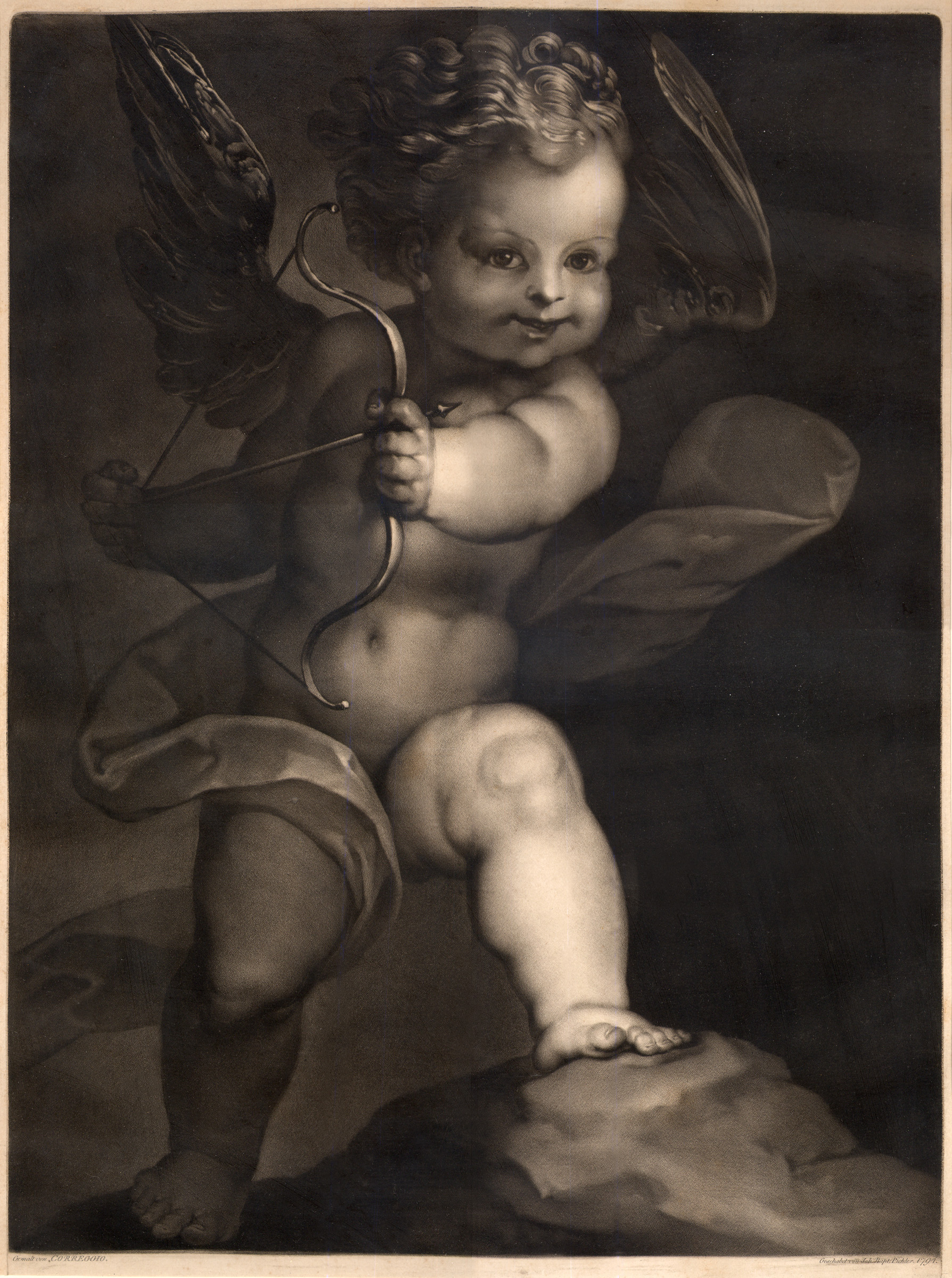
Амур (Корреджо)
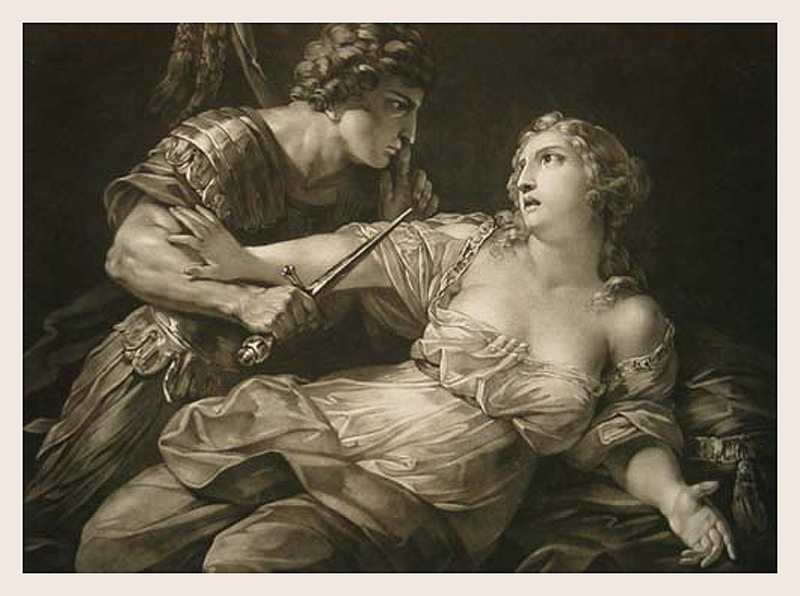
Тарквиний и Лукреция
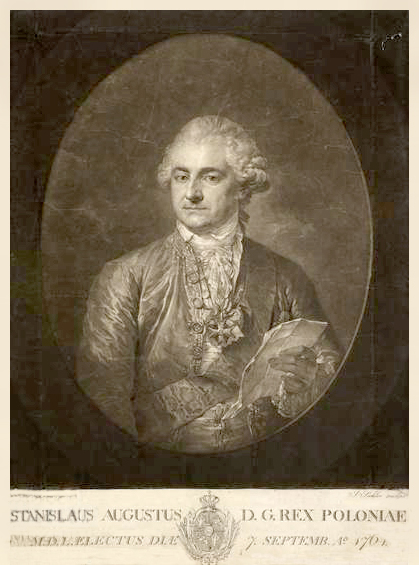
Портрет короля Станислава Августа Понятовского